# Hôtel Terrier de Santans (Marnay)
Pour les articles homonymes, voir Hôtel Terrier de Santans.
L'hôtel Terrier de Santans est un hôtel particulier construit au XVIe siècle, situé sur la commune de Marnay (Haute-Saône).

## Histoire
L'hôtel a été construit au XVIe siècle par la famille Terrier de Santans.
Il a servi de caserne de gendarmerie tout au long du XXe siècle. Il est racheté par la commune en 1977, qui y installe la mairie en 1989.
Il l’objet d’un classement partiel pour l'élévation au titre des monuments historiques par arrêté du 2 juin 1915.

## Description

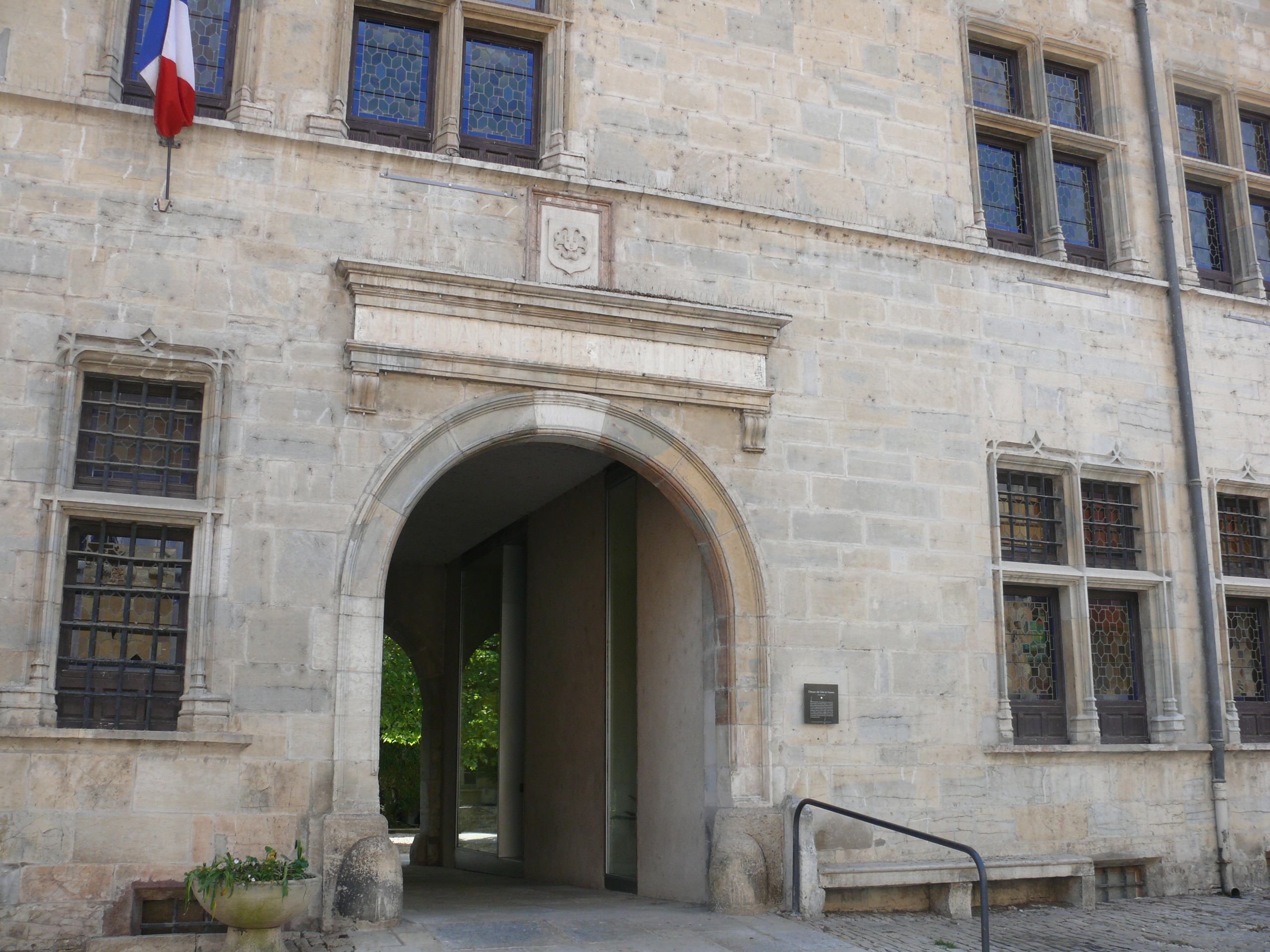
Porte sur la cour intérieure.

Le bâtiment présente une façade à deux niveaux, percée de fenêtres à meneaux, et encadrée de deux avant-corps.